# 斯莱恩
斯莱恩（英语：Slane ）是爱尔兰米斯郡的一个村庄，位于博因河左岸，斯莱恩山（Hill of Slane）南，人口逾一千。当地在新石器时代就有人类居住，村周围还保留有许多古迹，斯莱恩城堡位于此地。